# Curros (Boticas)
Curros é uma povoação portuguesa do Município de Boticas que foi sede da extinta Freguesia de Curros, freguesia que tinha 11,99 km² de área e 67 habitantes (2011), e, por isso, uma densidade populacional de 5,6 hab/km².
A Freguesia de Curros foi extinta em 2013, no âmbito de uma reforma administrativa nacional, tendo sido agregada às freguesias de Codessoso e Fiães do Tâmega, para formar uma nova freguesia denominada Codessoso, Curros e Fiães do Tâmega com a sede em Condessoso.

## População
| Número de habitantes | Número de habitantes | Número de habitantes | Número de habitantes | Número de habitantes | Número de habitantes | Número de habitantes | Número de habitantes | Número de habitantes | Número de habitantes | Número de habitantes | Número de habitantes | Número de habitantes | Número de habitantes | Número de habitantes |
| -------------------- | -------------------- | -------------------- | -------------------- | -------------------- | -------------------- | -------------------- | -------------------- | -------------------- | -------------------- | -------------------- | -------------------- | -------------------- | -------------------- | -------------------- |
| 1864                 | 1878                 | 1890                 | 1900                 | 1911                 | 1920                 | 1930                 | 1940                 | 1950                 | 1960                 | 1970                 | 1981                 | 1991                 | 2001                 | 2011                 |
| 214                  | 188                  | 213                  | 235                  | 238                  | 197                  | 212                  | 272                  | 298                  | 237                  | 135                  | 165                  | 113                  | 87                   | 67                   |

(Obs.: Número de habitantes "residentes", ou seja, que tinham a residência oficial neste concelho à data em que os censos  se realizaram.)
| Distribuição da População por Grupos Etários em 2001 e 2011 | Distribuição da População por Grupos Etários em 2001 e 2011 | Distribuição da População por Grupos Etários em 2001 e 2011 | Distribuição da População por Grupos Etários em 2001 e 2011 | Distribuição da População por Grupos Etários em 2001 e 2011 | Distribuição da População por Grupos Etários em 2001 e 2011 | Distribuição da População por Grupos Etários em 2001 e 2011 | Distribuição da População por Grupos Etários em 2001 e 2011 | Distribuição da População por Grupos Etários em 2001 e 2011 | Distribuição da População por Grupos Etários em 2001 e 2011 |
| ----------------------------------------------------------- | ----------------------------------------------------------- | ----------------------------------------------------------- | ----------------------------------------------------------- | ----------------------------------------------------------- | ----------------------------------------------------------- | ----------------------------------------------------------- | ----------------------------------------------------------- | ----------------------------------------------------------- | ----------------------------------------------------------- |
| Idade                                                       | 0-14                                                        | 15-24                                                       | 25-64                                                       | > 65                                                        |                                                             | 0-14                                                        | 15-24                                                       | 25-64                                                       | > 65                                                        |
| 2001                                                        | 9                                                           | 7                                                           | 39                                                          | 32                                                          |                                                             | 10,3%                                                       | 8,0%                                                        | 44,8%                                                       | 36,8%                                                       |
| 2011                                                        | 10                                                          | 3                                                           | 28                                                          | 26                                                          |                                                             | 14,9%                                                       | 4,5%                                                        | 41,8%                                                       | 38,8%                                                       |

## Património
- Igreja de Curros;
- Capela de Cabanas;
- Capela de Val do Campo.